# Villeneuve (Ain)
Villeneuve ist eine französische Gemeinde mit 1.603 Einwohnern (Stand 1. Januar 2022) im Département Ain in der Region Auvergne-Rhône-Alpes. Sie gehört zum Kanton Villars-les-Dombes im Arrondissement Bourg-en-Bresse und ist Mitglied im Gemeindeverband Dombes Saône Vallée.

## Geographie

### Lage
Villeneuve liegt auf 268 m, etwa 36 Kilometer südwestlich der Präfektur Bourg-en-Bresse, 29 Kilometer nördlich von Lyon und 31 Kilometer südlich der Stadt Mâcon. Das Dorf liegt am Rand der seenreichen Landschaft und historischen Provinz Dombes im Südwesten des Départements Ain. 

### Topographie
Die Fläche des 26,79 km² großen Gemeindegebiets umfasst einen Abschnitt der westlichen Dombes, eines von unzähligen Seen und Wasserflächen durchzogenen Hochplateaus zwischen dem Tal der Saône im Westen und dem Jura im Osten. Mit Höhenwerten zwischen 260 m und 280 m ist der Großteil der Gemeinde fast eben, nur im Nordwesten beginnt ein leichter Geländeabfall verursacht durch den Bach Mâtre, der das Gemeindegebiet zur Saône hin entwässert. Dieser Teil sowie die unmittelbare Umgebung des Dorfes werden intensiv landwirtschaftlich genutzt, während am Nord- und Ostrand die für die Dombes typische Aneinanderreihung von Seen und Weihern (frz.: étang) anfängt. Dementsprechend hoch ist der Anteil der Felder (64 %), Wiesen (8 %) und sonstiger landwirtschaftlicher Flächen (15 %). Die Seen und dazwischenliegenden Waldstücke machen jeweils etwa 5 % aus.

### Nachbargemeinden
Umgeben ist Villeneuve von den Nachbargemeinden Francheleins und Saint-Trivier-sur-Moignans im Norden, Sainte-Olive (Berührungspunkt) und Ambérieux-en-Dombes im Osten, Savigneux und Ars-sur-Formans im Süden sowie Chaleins im Westen.

### Gemeindegliederung
Zu Villeneuve gehören neben dem eigentlichen Ortskern auch mehrere Weilersiedlungen und Gehöfte, darunter die größeren:
- Ouroux (245 m) und Agnereins (261 m) nördlich des Ortskerns,
- Chanteins (277 m) im Osten,
- Les Améries (270 m), Siedlung im südlichen Teil des Dorfes.

## Geschichte
Die verschiedenen Weiler von Villeneuve gehen alle auf ehemals eigenständige kleine Herrschaftssitze und Pfarreien zurück. Im Hochmittelalter bestanden bereits Agnereins (In pago Lugdunensi, in agro Animiacense, 954) und Ouroux (in comitatu Lugdunensi: hoc est æcclesiam in honore Sancti Martini, in villa quam Oratorios vacant, 969). Deren Schreibweisen entwickelten sich über Ainninens (1176), A(g)ninens (ca. 1250), A(i)gnynens (1325), Aignineins (1492) und Agnerens (1662) bzw. de Oratorio (1156) und O(u)rours (1299) zu den jeweiligen heutigen Schreibweisen. Einige Jahrhunderte später verzeichneten Villeneuve (Villanova, ca. 1250) und Chanteins (Chantens, 1289) erstmals eine urkundliche Erwähnung, beim letzteren entwickelte sich die Schreibweise über Chante(y)nz (1299–1369), Chanteins (1587), Chantin (1662) und Champteins (1789) fort.
Villeneuve bildete im Mittelalter unter der Oberhoheit der Herren von Thoire-Villars eine kleine befestigte Herrschaft, zu deren Besitztümern die übrigen Weiler des heutigen Villeneuve gehörten.
Anfang des 14. Jahrhunderts gewannen die Herren von Beaujeu Einfluss auf Villeneuve und weitere Teile der westlichen Dombes, ab dem Jahr 1406 gelangte es für mehrere Jahrhunderte unter die Oberhoheit der Bourbonen, denen die Herrschaft Beaujeu vermacht worden war und die Villeneuve zum Hauptort einer Kastlanei (frz.: châtellenie) machten.
Die im Zuge der Französischen Revolution geschaffene Verwaltungsstruktur ordnete Ouroux und Chanteins der Gemeinde Villeneuve zu, die Eingemeindung von Agnereins geschah 1827. Nachdem Villeneuve von 1793 bis 2015 zum Kanton Saint-Trivier-sur-Moignans gehört hatte, wurde die Gemeinde nach der Neuordnung der Kantone Teil des Kantons Villars-les-Dombes.

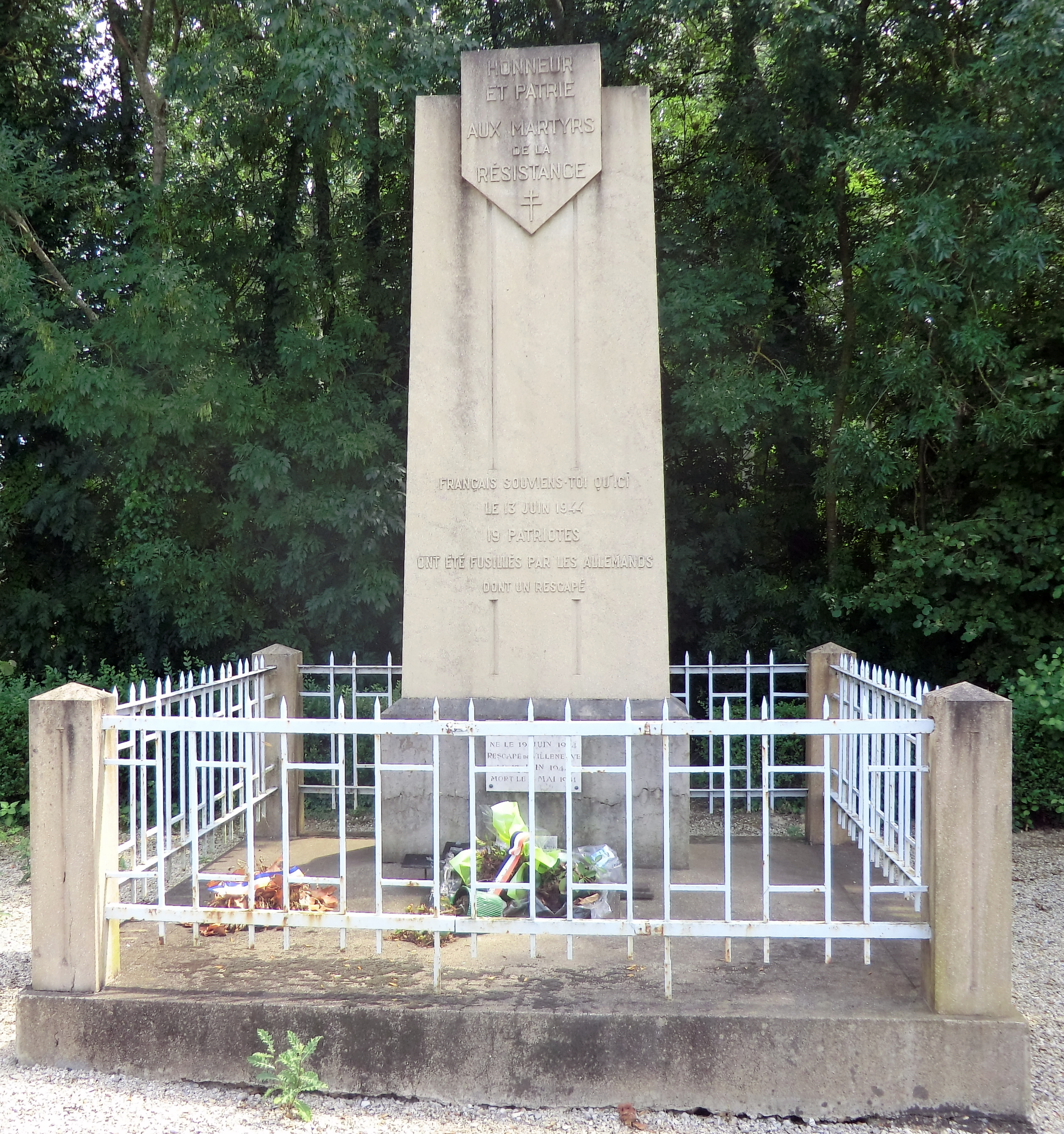
Mahnmal zur Erinnerung an die 19 Hingerichteten vom 13. Juni 1944

Während des Zweiten Weltkriegs und als Reaktion auf die Landung der Alliierten in der Normandie führte die Gestapo im Juni 1944 rund um Lyon eine Serie von Erschießungen von Mitgliedern der Résistance durch. Am 13. Juni 1944 wurden aus dem Gefängnis Montluc 19 Gefangene nach Villeneuve zu einer Fläche am Straßenrand der heutigen D936 bei Agnereins gebracht und hingerichtet. Dort steht heute ein Mahnmal.

### Bevölkerungsentwicklung
| Jahr                       | 1962 | 1968 | 1975 | 1982 | 1990 | 1999 | 2006 | 2013 | 2021 |
| -------------------------- | ---- | ---- | ---- | ---- | ---- | ---- | ---- | ---- | ---- |
| Einwohner                  | 746  | 689  | 630  | 733  | 845  | 939  | 1259 | 1421 | 1569 |
| Quellen: Cassini und INSEE |      |      |      |      |      |      |      |      |      |

Mit 1603 Einwohnern (Stand 1. Januar 2022) gehört Villeneuve zu den kleineren Gemeinden des Départements Ain. Nachdem das Dorf im 19. Jahrhundert stark gewachsen war bis auf etwa 1100 Einwohner, sank die Einwohnerzahl im 20. Jahrhundert kontinuierlich. Erst ab den 1980er Jahren setzte wieder eine Bevölkerungszunahme ein, die die Blütezeit des 19. Jahrhunderts übertraf. Die Ortsbewohner von Villeneuve heißen auf Französisch Villeneuvois(es).

## Sehenswürdigkeiten
Aus dem 14. Jahrhundert und damit aus der Zeit der mittelalterlichen Herrschaftssitze stammt ein Festes Haus in ganz im Norden der Gemeinde (frz.: Maison-forte de Villon), das als Monument historique klassifiziert ist. Es war Sitz der bereits 1150 erwähnten Familie Villion und wurde 1378 von den Savoyern erobert. Im 15. und 16. Jahrhundert, als wechselnder Besitz verschiedener Familien aus Villeneuve und Fareins, wurden größere Veränderungen an dem aus Ziegeln errichteten Bau vorgenommen.
Die Kirche Sainte-Madeleine de Villeneuve wurde im 1832 erbaut als Ersatz für einen Vorgängerbau, der nach den Eingemeindungen von Agnereins und Chanteins zu klein geworden war. Hierbei wurden Steine der alten Kirche und der abgerissenen Kapelle von Agnereins wiederverwendet.

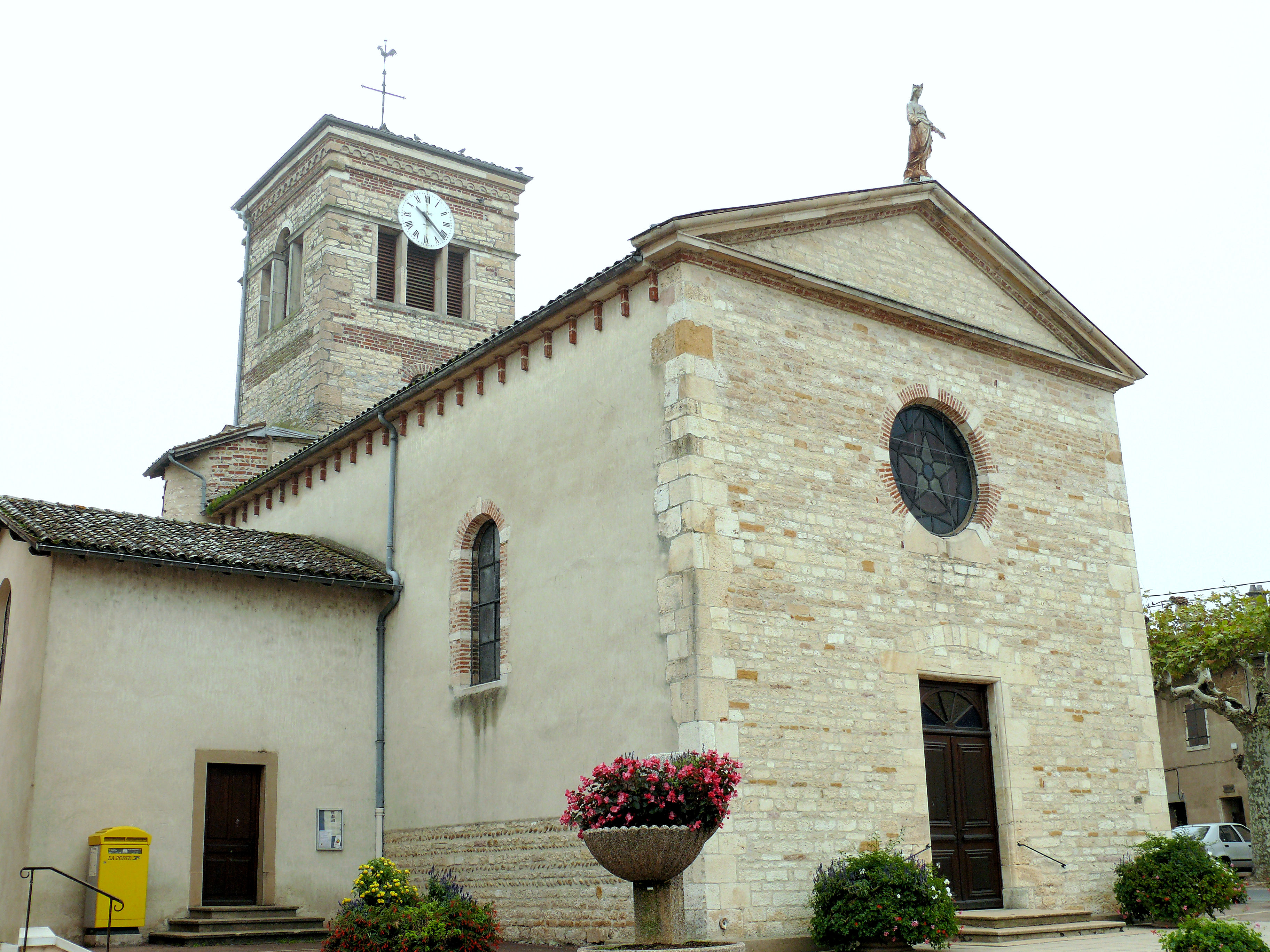
Die Kirche Sainte-Madeleine
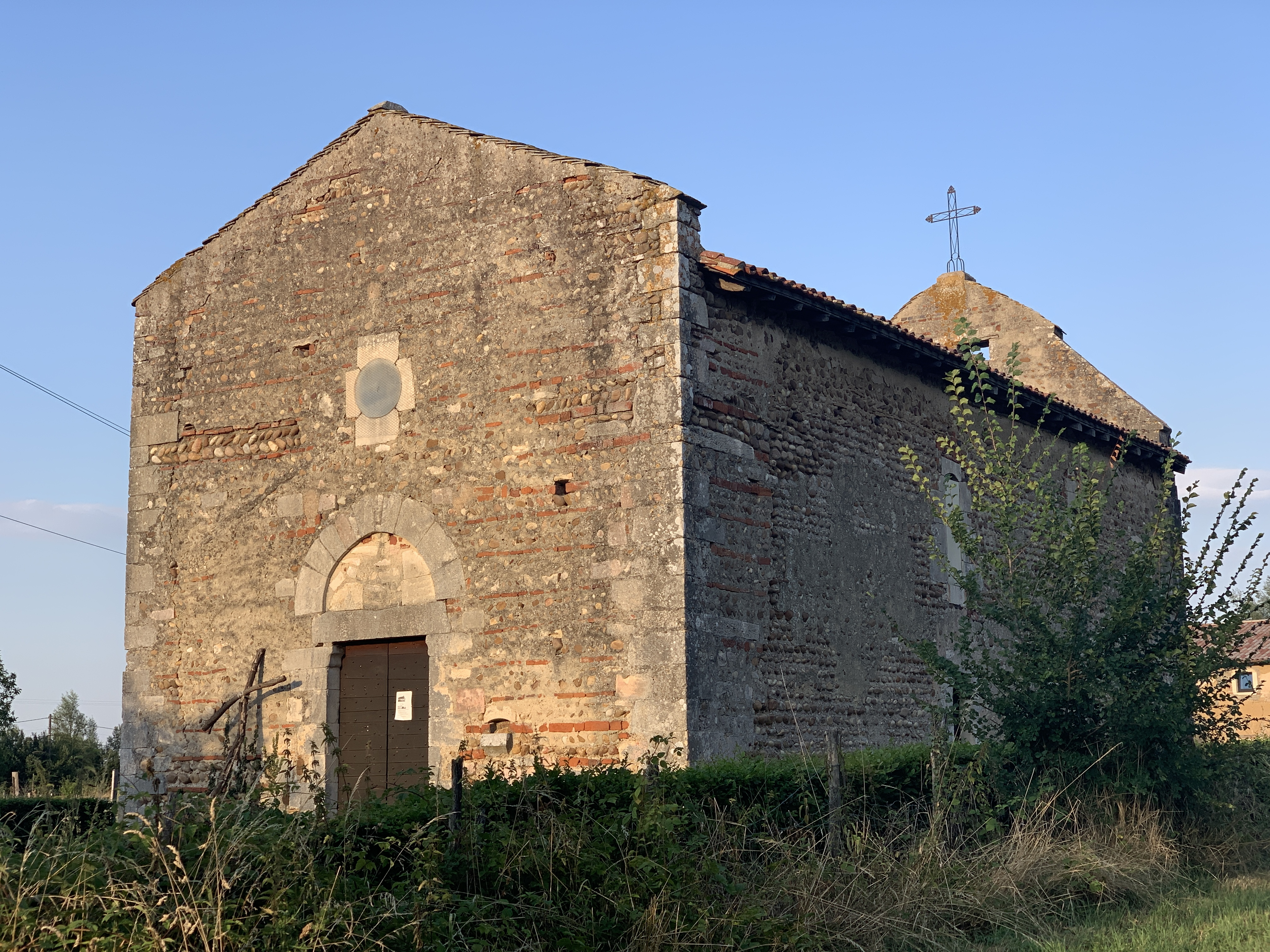
Kapelle Chanteins
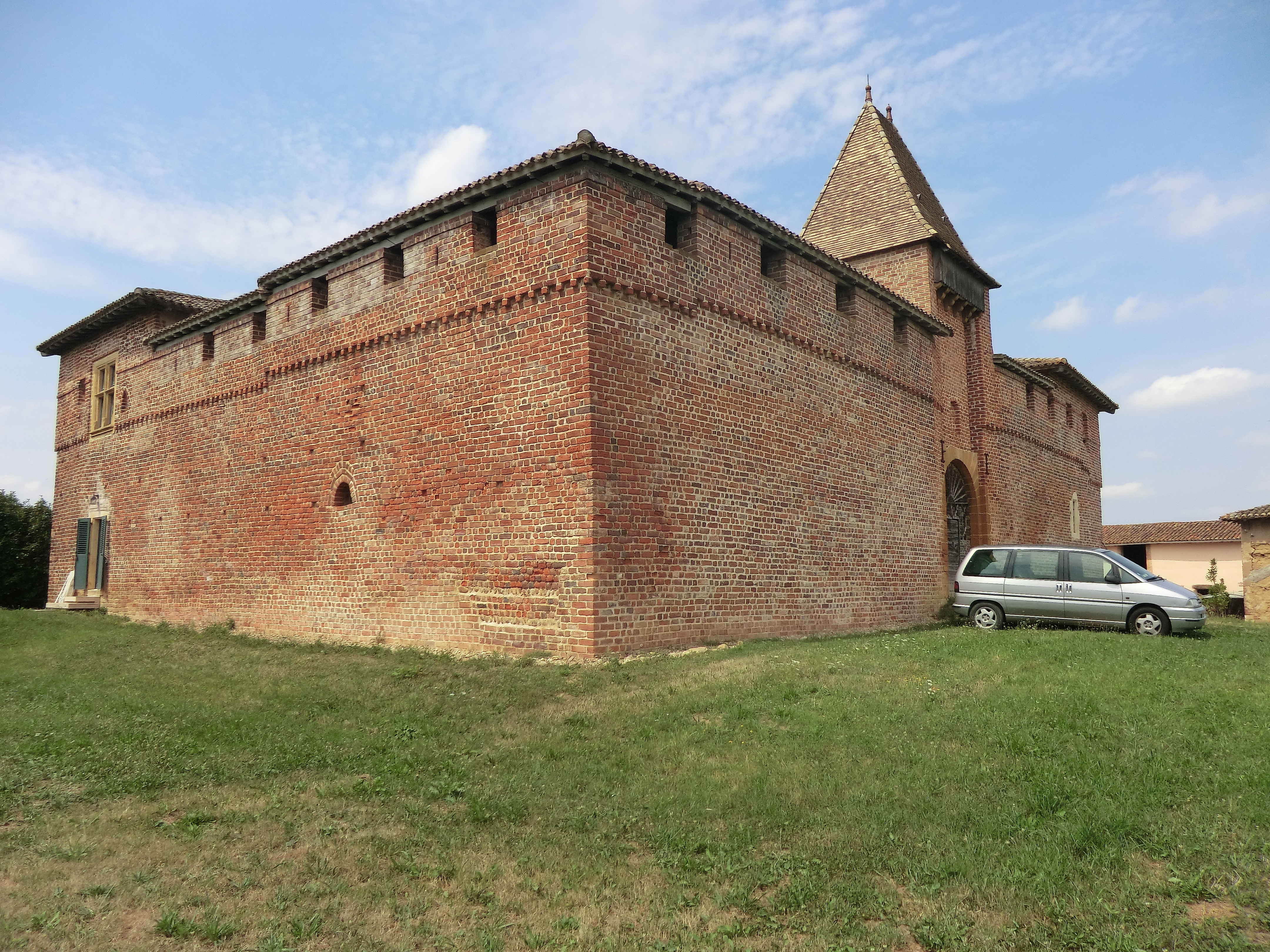
Das Maison-forte de Villon
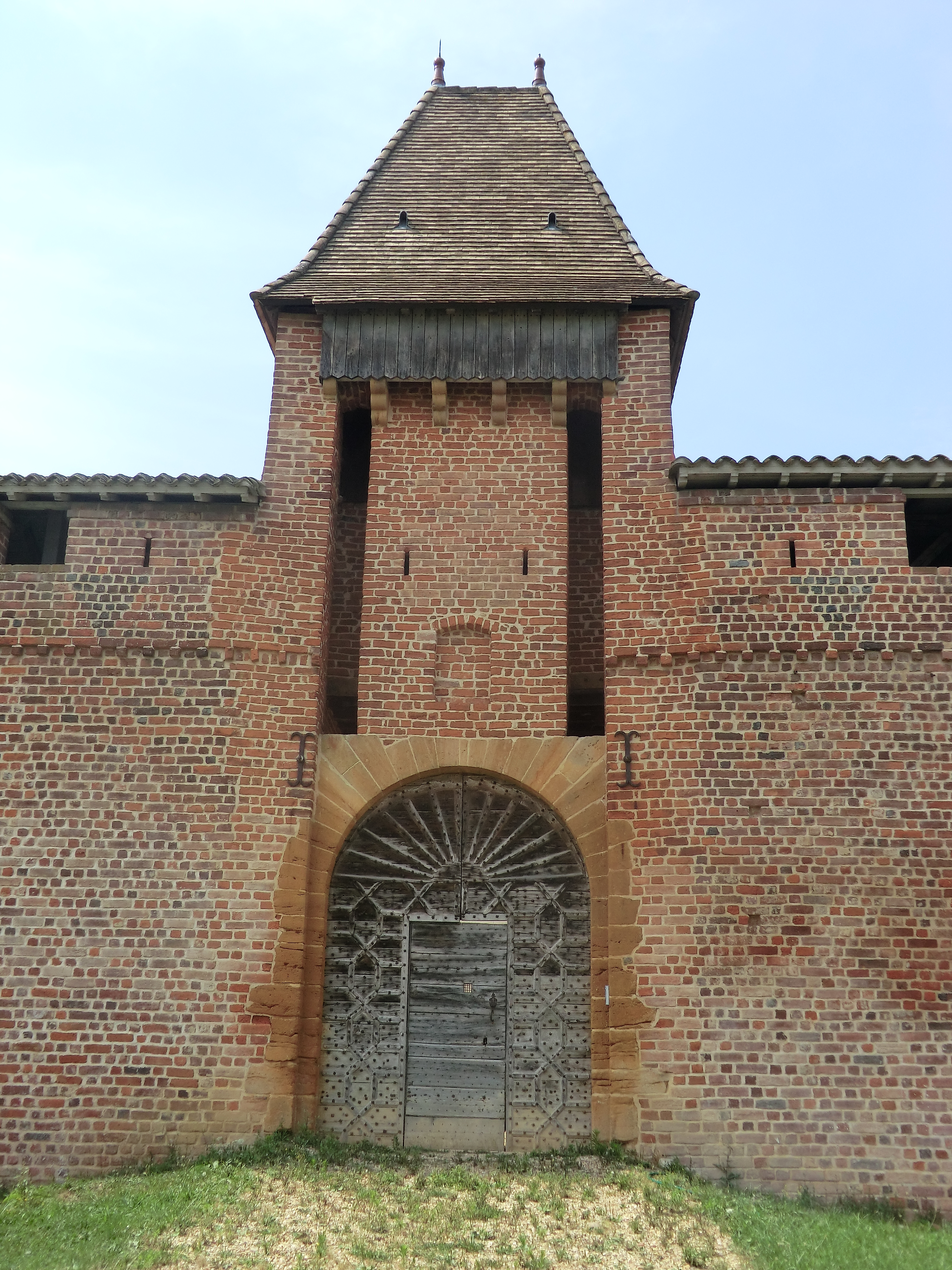
Pforte des Maison-forte de Villon
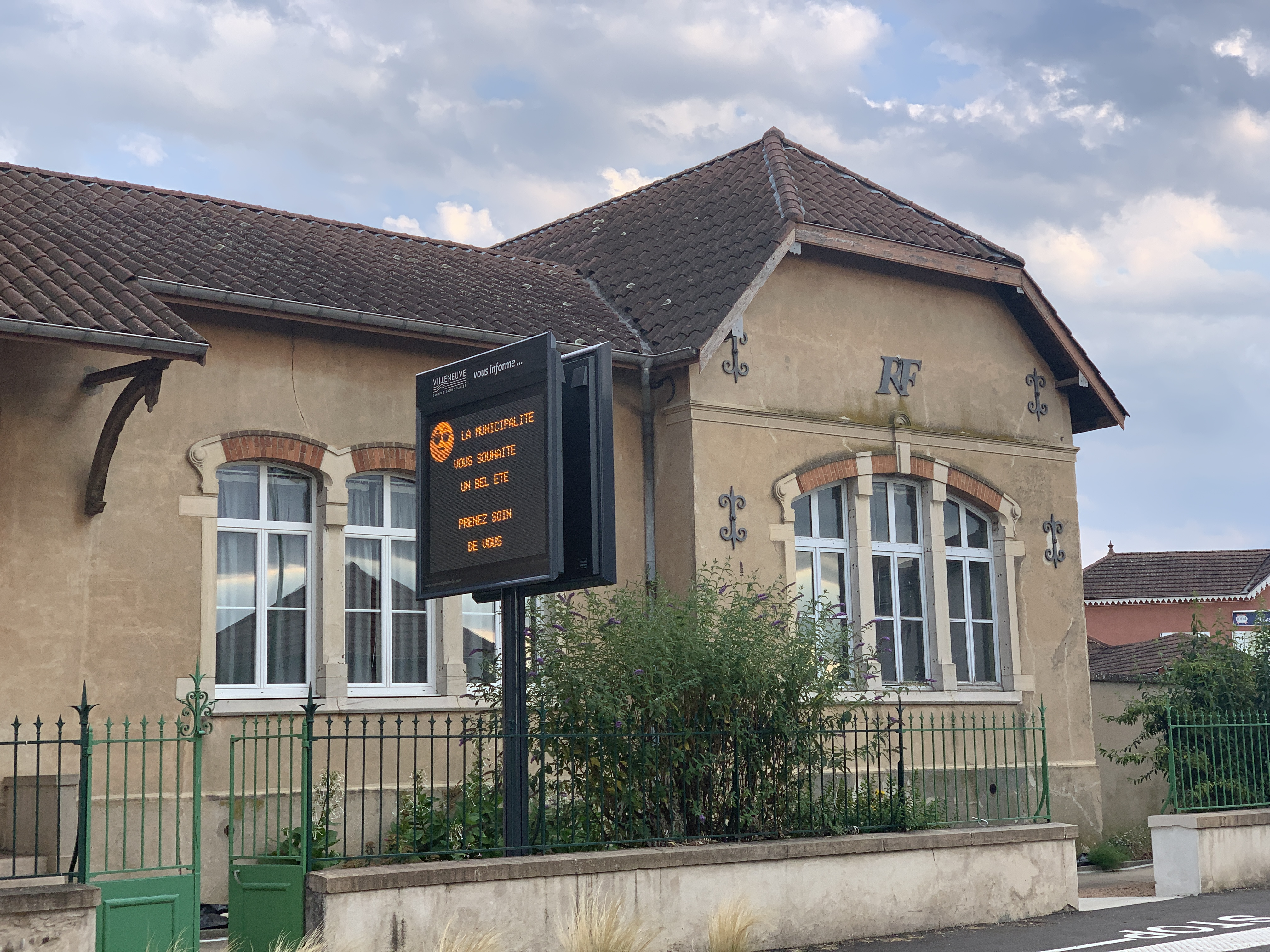
Schule
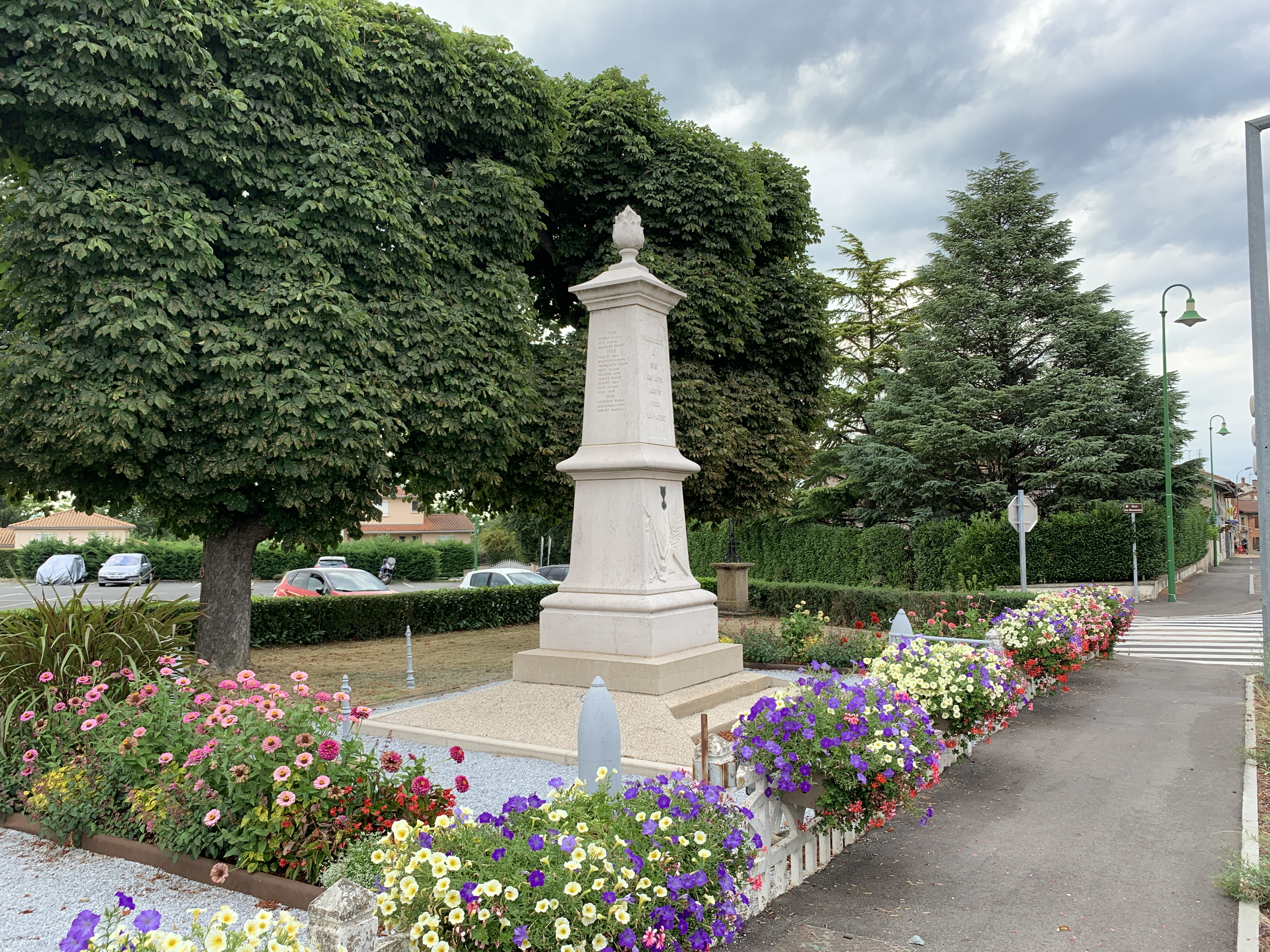
Gefallenendenkmal

## Wirtschaft und Infrastruktur

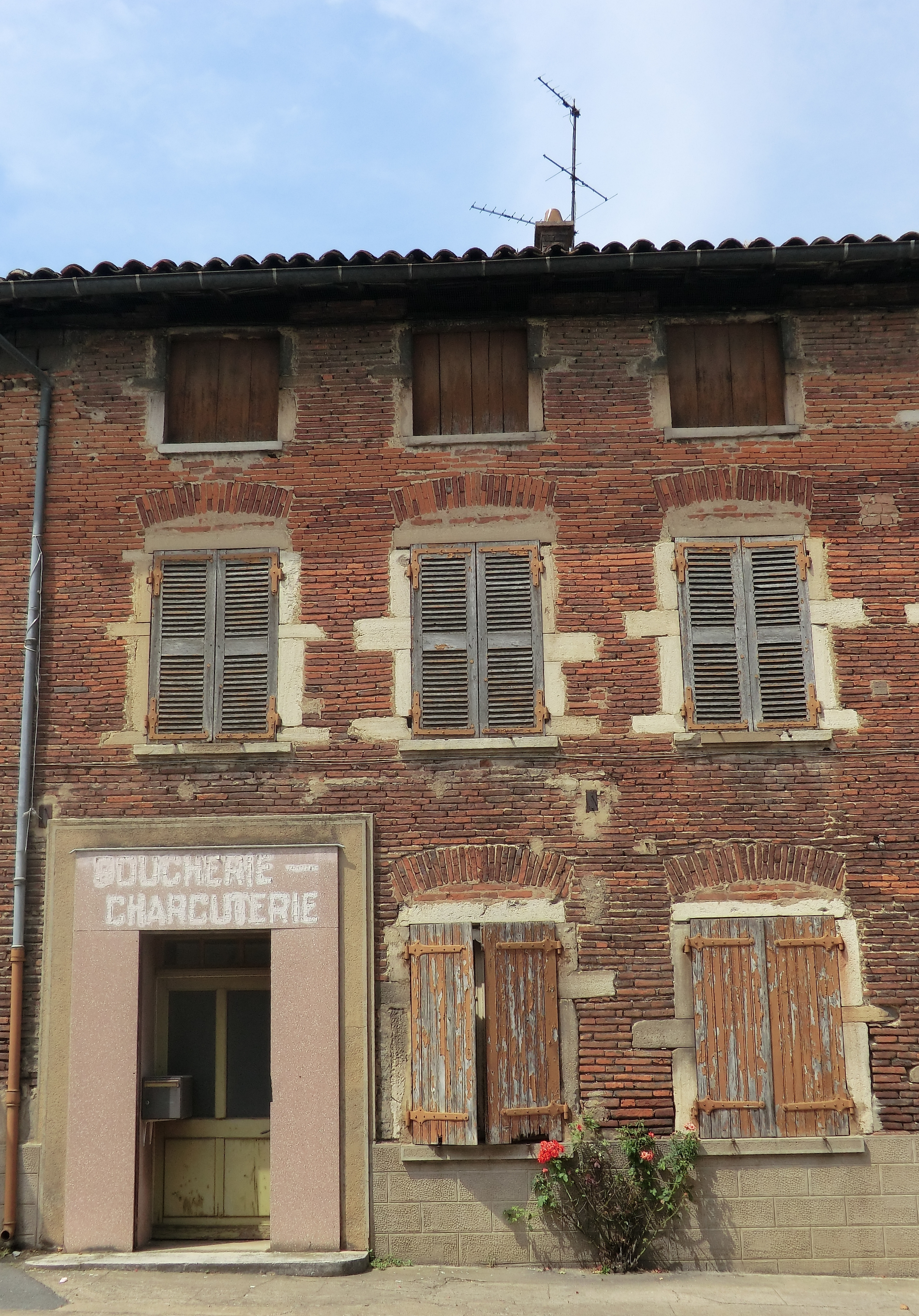
Ehemalige Metzgerei in Villeneuve

Villeneuve ist bis heute ein vorwiegend durch die Landwirtschaft, insbesondere Tierproduktion und Feldwirtschaft, geprägtes Dorf. Daneben gibt es heute verschiedene Betriebe des lokalen Kleingewerbes. Mittlerweile hat sich das Dorf auch zu einer Wohngemeinde entwickelt. Viele Erwerbstätige sind Wegpendler, die in den größeren Ortschaften des Ain, aber auch im Großraum Lyon ihrer Arbeit nachgehen.
Die Ortschaft liegt an der Hauptstraße D936,
die Bourg-en-Bresse mit Villefranche-sur-Saône verbindet. Weitere Nebenstraßen führen sternförmig in die Nachbargemeinden. Der nächste Autobahnanschluss an die A6 befindet sich in rund 11 km Entfernung südlich von Villefranche. Östlich des Dorfes durchschneidet die Trasse der Hochgeschwindigkeitsstrecke LGV Sud-Est das Gemeindegebiet, die nächsten Bahnhöfe befinden sich in Mâcon-Loché TGV und Lyon Part-Dieu bzw. Lyon-Saint-Exupéry TGV.  Als Flughafen in der Region kommt Lyon-St-Exupéry (47 km) in Frage.

### Bildung
In Villeneuve befindet sich eine staatliche école primaire (Grundschule mit eingegliederter Vorschule).

## Persönlichkeiten
- René Leynaud (1910–1944); Journalist, Dichter und Mitglied der Combat, in Villeneuve exekutiert